# Marta (Italia)
Marta è un comune italiano di 3 201 abitanti della provincia di Viterbo nel Lazio.
È situato nell'Alta Tuscia, a 315 m s.l.m., sulla sponda meridionale del lago di Bolsena.

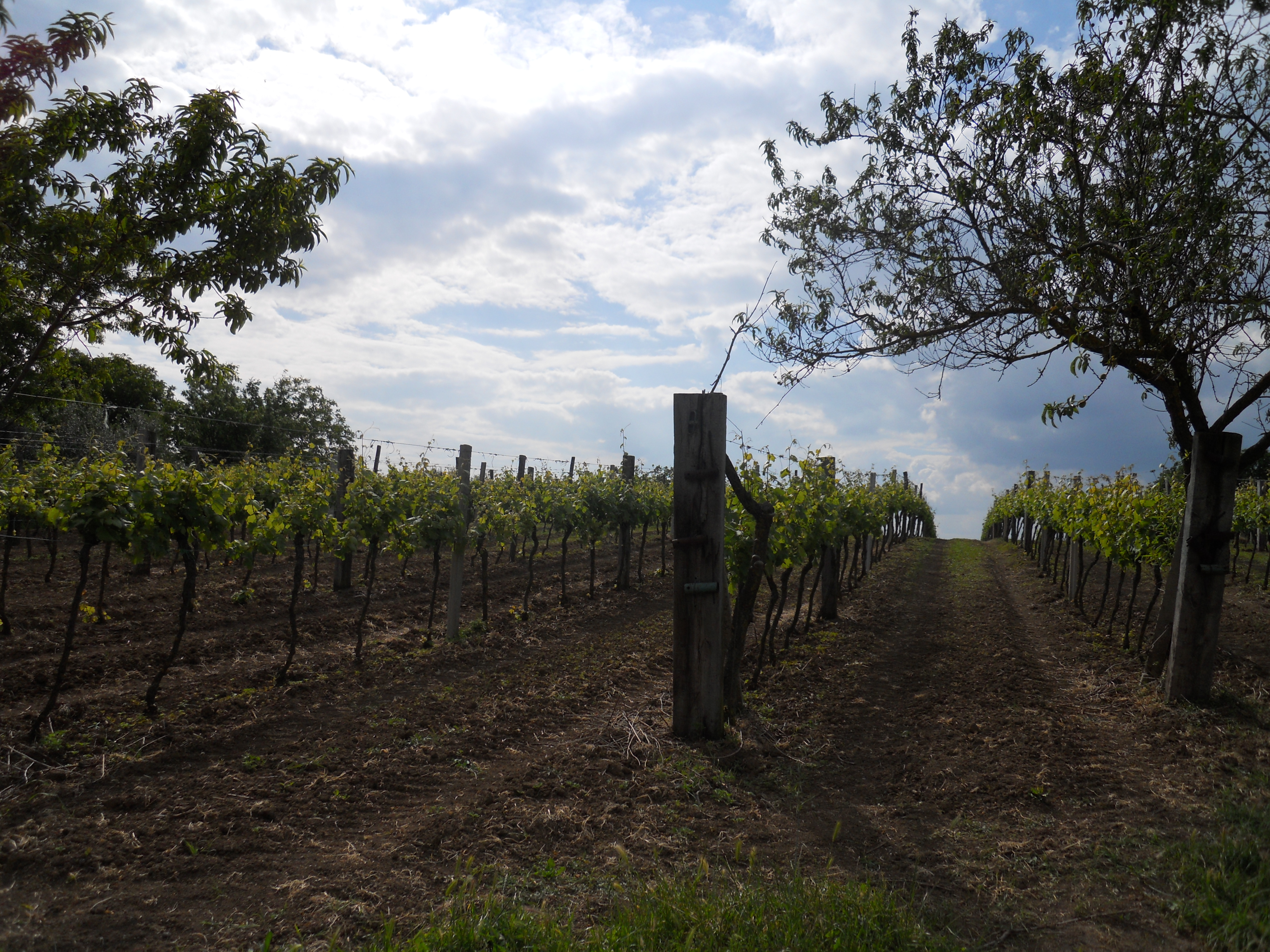
La vigna martana

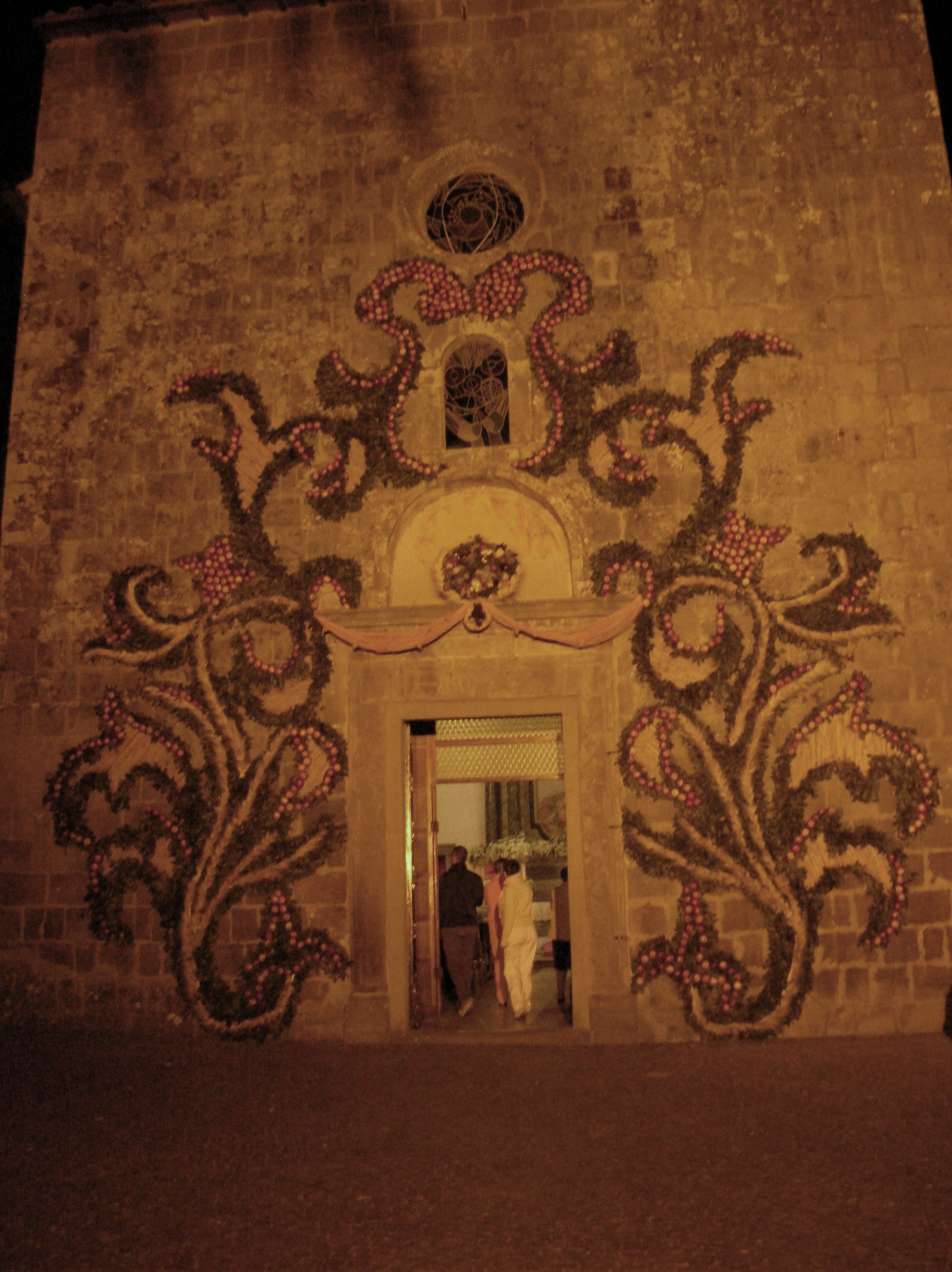
Decorazioni chiesa

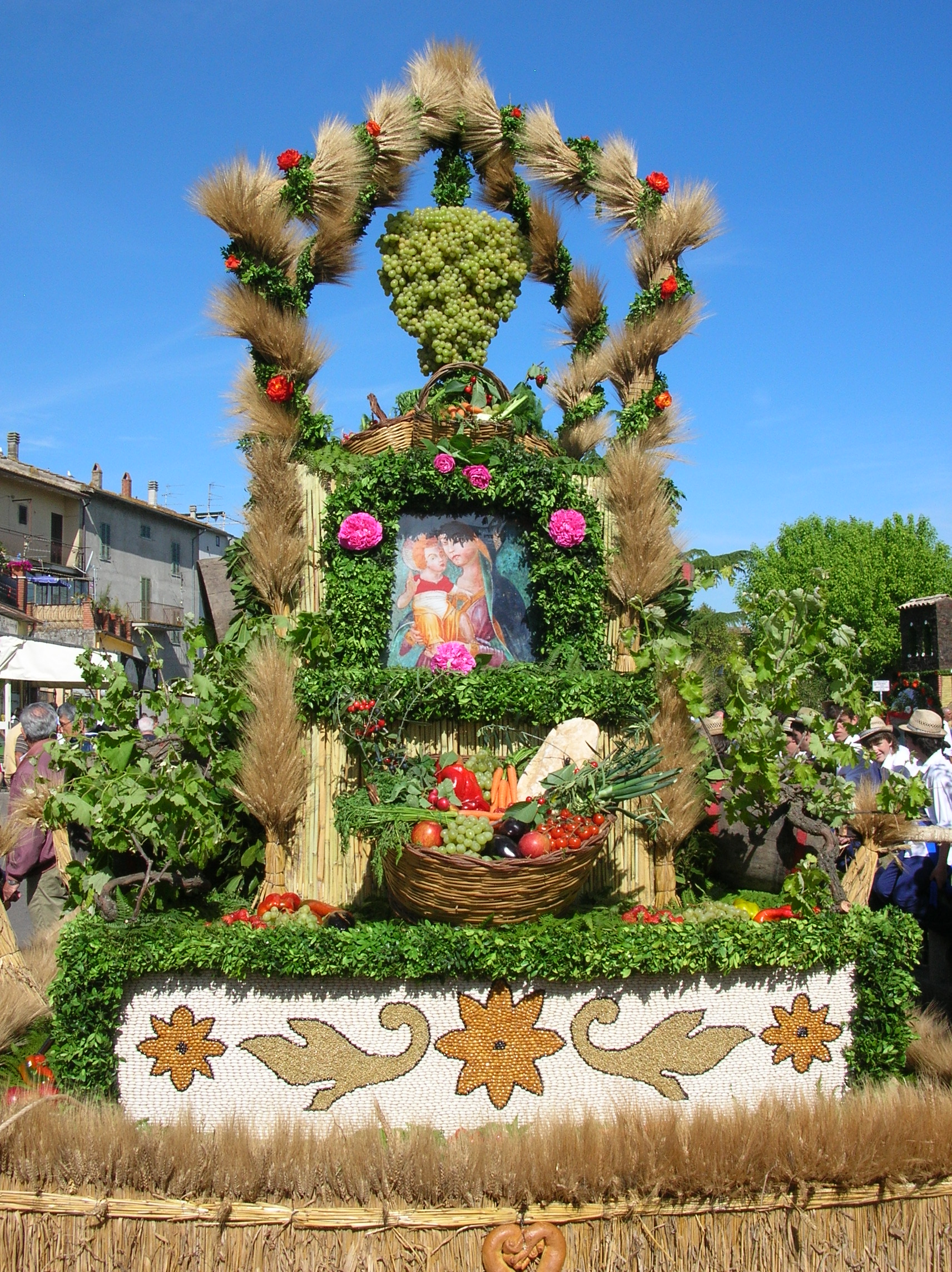
Fontana Villani

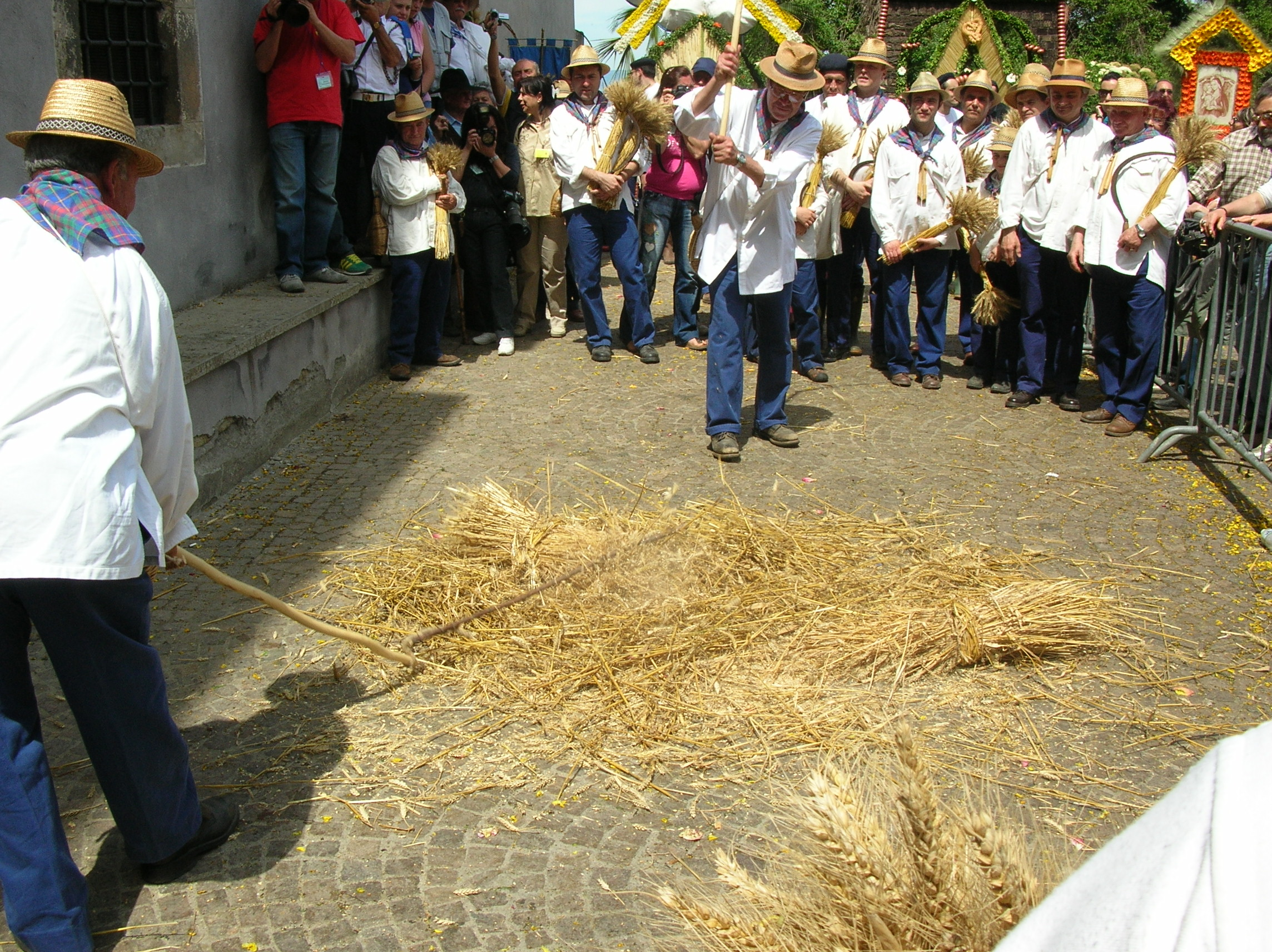
Curreato

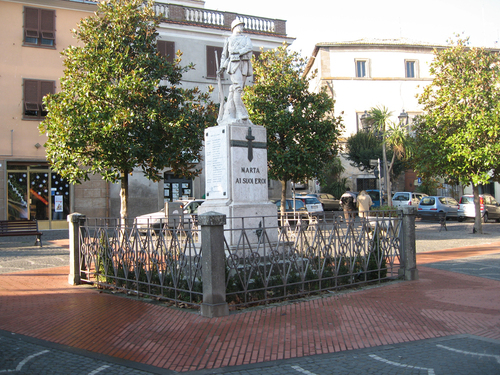
Monumento agli Eroi

## Geografia fisica

### Territorio
Il paese di Marta si trova ad un'altitudine di 315 metri sul livello del mare, circondato dalla catena dei monti Volsini, la quale si snoda tutta intorno al lago con un picco di 690 metri s.l.m. nel Poggio del Torrone fra i comuni di Bolsena e Castel Giorgio. Le aree dei rilievi che circondano il paese sono in parte usate per l'agricoltura, in parte destinate a boschi.
Il paese è situato alle pendici del Monte di Marta (424 m s.l.m., di origine vulcanica), sotto il quale sorge il Santuario della Madonna del Monte.
Fanno parte del territorio comunale l'isola Martana, sul lago di Bolsena, che dista dal centro abitato circa 2 km, e il tratto iniziale del fiume Marta.

### Clima
Il clima della cittadina è generalmente temperato con estati spesso calde ma non eccessivamente grazie alle costanti brezze di lago e di mare, e inverni miti grazie all'influenza mitigatrice del lago, ma spesso spirano forti e gelidi venti di tramontana. La neve è rara, a differenza che sui monti circostanti, i quali la vedono in molte occasioni.
I maggiori apporti pluviometrici si hanno nelle due stagioni di mezzo, ovvero in autunno e in primavera.
Non rare d'inverno sono le cosiddette "lagheggiate", ossia quando il forte vento di tramontana fa sbattere le onde del lago sui muraglioni creando stalattiti sugli stessi, sugli alberi e sulle fontane nonché sul lungolago grazie al clima molto freddo presente. Sono quasi esclusivamente presenti sulla sponda meridionale del lago nei comuni di Marta e Capodimonte ma anche sulla porzione di lago di Montefiascone.

## Storia
Alcuni studiosi le attribuiscono origini storiche antichissime, facendola risalire al periodo fenicio, dal quale avrebbe derivato il nome di Marath.
Altri sostengono che abbia anche avuto origini etrusche.
Dal XIII secolo sino alla sua annessione al regno d'Italia, Marta ebbe una storia travagliata: contesa fra Stati limitrofi e famiglie potenti, passò da una dominazione all'altra subendo le immancabili e dolorose traversie.
A seguito di questi eventi, si avvicendarono al governo del paese i Prefetti di Vico, i Signori di Bisenzio, le città di Orvieto e Viterbo, i capitani di ventura Fra' Moriale e Angelo da Lavello detto Tartaglia. Successivamente fu posseduta dalle famiglie Orsini e Farnese, che si alternarono nel governo del Paese, finché, nel 1537, Marta fu inclusa nel Ducato di Castro, costituito da papa Paolo III per il figlio Pierluigi, e vi rimase fino alla distruzione dello stesso, nel 1649, ad opera delle truppe pontificie di papa Innocenzo X Pamphili.
Tornata sotto la giurisdizione della Camera apostolica, Marta restò in possesso della Santa Sede fino all'unità d'Italia, tranne che per due brevi periodi, in cui fu concessa in enfiteusi al marchese Pietro della Fargna (1788) e al principe polacco Stanislao Poniatowsky.
Nel 1927 venne distaccata dalla provincia di Roma e assegnata alla costituenda provincia di Viterbo.

### Simboli
Lo stemma e il gonfalone sono stati concessi con DPR n. 2986 del 25 settembre 1980.
Nello stemma è raffigurata, su fondo d'argento, santa Marta nell'atto di calpestare con il piede sinistro un drago di verde; la santa impugna una croce con la mano destra e una chiave con quella sinistra, ed è sormontata da un nastro di azzurro bifido svolazzante, con la scritta MARTA in caratteri d'argento.
Il gonfalone è un drappo partito di azzurro e di bianco.

## Monumenti e luoghi d'interesse
Il borgo medievale è arroccato su un colle dal quale si domina la vista sul lago e le case in tufo, con le caratteristiche viuzze, scalinate e passaggi, sono a loro volta dominate dalla Torre dell'Orologio di forma ottagonale costruita su un basamento tronco-piramidale e dai resti della Rocca che Papa Urbano IV fece costruire intorno al 1260.

### Architetture religiose
- Chiesa collegiata dei Santi Marta e Biagio
- Chiesa del Crocifisso
- Chiesa della Madonna del Castagno, XVII secolo a poche centinaia di metri dall'abitato. Prima dei lavori di rifacimento, vi era soffitto in legno dipinto a motivi tardo barocchi.Vi sono tre altari barocchi tra cui quello centrale con l'immagine su tegola della Madonna omonima.
- Santuario e convento della Madonna del Monte, XII secolo, sulle pendici di un colle che domina dall'alto il lago e il paese. L'interno è a navata unica e tre altari di epoca barocca. Sull'arco trionfale resti di affreschi della primitiva chiesa e sulla parete destra resto di affresco del XV secolo.
- Chiesa templare di Santa Maria delle Grazie (o Santi Pietro e Paolo), XIII secolo, nel sito archeologico di Castell'Araldo (vi era chiesa, castello e foresteria) a 3 km dal centro abitato lungo la strada che da Marta porta a Tuscania. Restaurata dopo abbandono e forte degrado, mentre l'affresco sull'altare maggiore è stato asportato da ignoti.
- "Madonna della Grotta" o Grotta delle apparizioni

#### Santuario della Madonna del Monte
Il santuario della Madonna del Monte si trova su un colle, a poca distanza dall'abitato di Marta.

### Architetture civili

#### Torre dell'Orologio
La Torre dell'Orologio si trova su un'altura nel centro storico del paese, ed è alta circa 21 metri. Il monumento è stato restaurato negli ultimi anni, dove è possibile nel periodo estivo entrarvi ed ammirare il panorama del lago di Bolsena.
La torre, simbolo di Marta almeno quanto la festa della Madonna Santissima del Monte, è antichissima e potrebbe ben risalire ad epoca anteriore al XII secolo: ne abbiamo conferma dalle fonti storiche e in particolare dal Bussi che, nella sua storia di Viterbo, racconta che i viterbesi se ne impadronirono nel 1197, dopo averla espugnata uccidendo in battaglia Janni Macaro, che ne era il signore. Dalle vicende belliche la torre uscì probabilmente distrutta o alquanto malconcia: abbiamo infatti notizia dall'Annibali di una sua ricostruzione avvenuta nel 1323, sotto papa Giovanni XXII. Non trascorse un decennio che la torre fu nuovamente riedificata, nell'ambito dei lavori di ristrutturazione e consolidamento difensivo della rocca: dal che si deduce che nel frattempo era rovinata o era stata demolita.
Quando in questa zona arrivarono i Farnese, nel quindicesimo secolo, la torre fu quasi certamente restaurata. Ciò è testimoniato dal fatto che Pierluigi Farnese vi appose il suo stemma: il liocorno sovrastante un cimiero piumato e uno scudo con gigli seminati.

### Palazzo Farnese

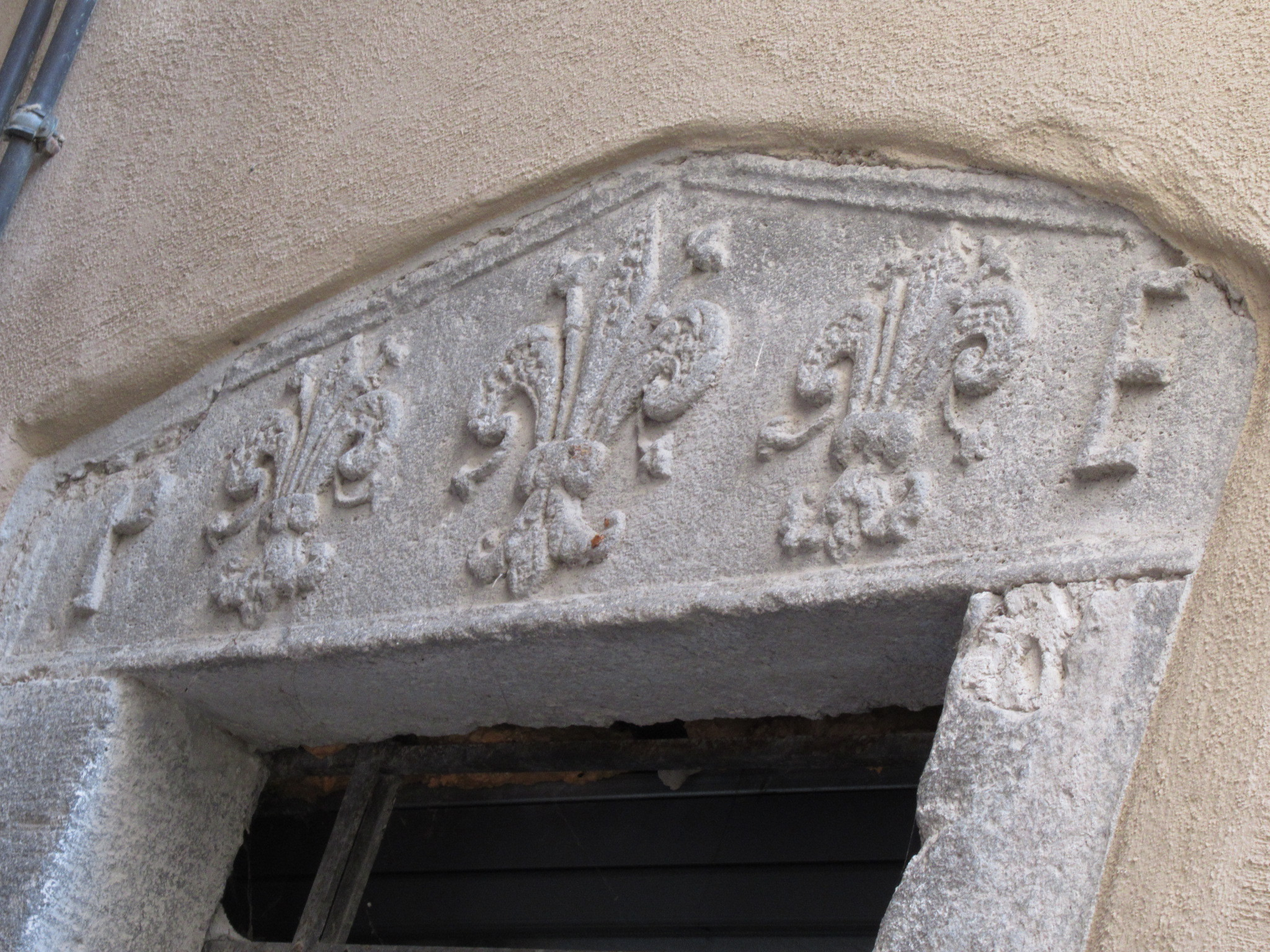
Volta Palazzetto Farnese

Palazzetto Farnese, ubicato nell’attuale via delle cantine, a loro titolato attraverso le effigi che rappresentavano il "giglio farnesiano" (concesso di seguito in uso per fregiare il palazzo Sforza Ciotti dell’omonima famiglia a rimarcare i rapporti tra gli stessi, e causa di fraintendimenti che in alcune guide descrivono erroneamente l’ubicazione del palazzetto Farnese), posto sul portone e sugli architrave delle finestre, che trova naturale evoluzione divenendo stemma raffigurante di due gigli ed una rosa canina dal matrimonio Farnese Orsini, che ancora oggi possiamo ammirare sulle finestre principali del palazzetto, continuando tra le finestre di sinistra troviamo lo stemma del cardinale Alessandro Farnese (divenuto Paolo III)  raffigurante i sei gigli ed il cappello cardinalizio, sul portone si nota il blasone a forma di testa di cavallo.

### Palazzo Sforza-Ciotti
Situato alla destra del Palazzo Comunale, sull'architrave troviamo la scritta "SFORZA CIOTTI 1571". Ornato da un giglio farnesiano, al di sopra un giglio a tutto tondo. Tutte le finestre hanno riquadrature in basaltina, ornate con gigli o con la scritta "Sforza Ciotti". Il palazzo è attualmente proprietà privata. 

## Società

### Evoluzione demografica
Abitanti censiti

## Cultura

### Istruzione

#### Biblioteche
- Biblioteca comunale "A. Tarquini"

### Cucina

#### Scafata
Uno dei piatti tipici della cittadina lacustre è la scafata. Le sue origini sono molto lontane, ed era diffusa soprattutto tra i ceti più poveri, quindi si basa su ingredienti estremamente semplici come le fave. La scafata in realtà è soltanto un piatto stagionale e certamente non è pari all'acquacotta. Quest'ultima infatti la si può fare in tutte le stagioni e in molteplici gusti, per esempio: alla pescatora, alla biforca, con la cicoria o con il baccalà.

### Eventi
La festa della Madonna del Monte, detta anche Barabbata, ha origini molto antiche, probabilmente deriva dagli antichi riti pagani che celebravano il risveglio della natura dopo la lunga sosta dei mesi invernali. Dai documenti sappiamo che la festa si celebrava già prima del 1555. La festa, che prevede lo svolgimento di un corteo, inizia con il saluto all'alba del 14 maggio, che arriva fino al santuario della Madonna del Monte.

## Economia
L'economia del paese si basa essenzialmente sulla pesca e sull'agricoltura. Buono anche lo sviluppo del turismo e dell'artigianato.
Di seguito la tabella storica elaborata dall'Istat a tema Unità locali, intesa come numero di imprese attive, ed addetti, intesi come numero addetti delle unità locali delle imprese attive (valori medi annui).
|         | 2015                  |                              |                            |                |                       |                     | 2014                  |                | 2013                  |                |
| ------- | --------------------- | ---------------------------- | -------------------------- | -------------- | --------------------- | ------------------- | --------------------- | -------------- | --------------------- | -------------- |
|         | Numero imprese attive | % Provinciale Imprese attive | % Regionale Imprese attive | Numero addetti | % Provinciale Addetti | % Regionale Addetti | Numero imprese attive | Numero addetti | Numero imprese attive | Numero addetti |
| Marta   | 255                   | 1,09%                        | 0,06%                      | 550            | 0,93%                 | 0,04%               | 261                   | 565            | 267                   | 567            |
| Viterbo | 23.371                |                              | 5,13%                      | 59.399         |                       | 3,86%               | 23.658                | 59.741         | 24.131                | 61.493         |
| Lazio   | 455.591               |                              |                            | 1.539.359      |                       |                     | 457.686               | 1.510.459      | 464.094               | 1.525.471      |

Nel 2015 le 255 imprese operanti nel territorio comunale, che rappresentavano l'1,09% del totale provinciale (23.371 imprese attive), hanno occupato 550 addetti, lo 0,93% del dato provinciale (59.399 addetti); in media, ogni impresa nel 2015 ha occupato due persone (2,16).

## Infrastrutture e trasporti

### Strade
Marta è collegata tramite la Strada Provinciale 8 Verentana, a Montefiascone e Capodimonte.

## Amministrazione
Nel 1927, a seguito del riordino delle circoscrizioni provinciali stabilito dal regio decreto n. 1 del 2 gennaio 1927, per volontà del governo fascista, quando venne istituita la provincia di Viterbo, Marta passò dalla provincia di Roma a quella di Viterbo.
| Periodo | Periodo   | Primo cittadino   | Partito              | Carica  | Note |
| ------- | --------- | ----------------- | -------------------- | ------- | ---- |
| 1988    | 1993      | Antonio Lisoni    | Democrazia Cristiana | Sindaco |      |
| 1993    | 2001      | Fausto Furietti   | Centro               | Sindaco |      |
| 2001    | 2006      | Giovanni Morelli  | centrodestra         | Sindaco |      |
| 2006    | 2016      | Lucia Catanesi    | Partito Democratico  | Sindaco |      |
| 2016    | in carica | Maurizio Lacchini | Partito Democratico  | Sindaco |      |

### Gemellaggi
- Montegiorgio
- Saint-Marcellin-en-Forez